# Rufiyah
Rufiyah (MRf - rufiyaa eller rupayā) är den valuta som används i Maldiverna i Asien. Valutakoden är MVR. 1 rufiyah = 100 laari.
Valutan infördes 1981 och ersatte den tidigare maldiviska rupien som i sin tur ersatte den lankesiska rupien 1947.

## Användning
Valutan ges ut av Maldives Monetary Authority – MMA. Denna grundades 1 juli 1981 och har huvudkontoret i Malé.

## Valörer
- Mynt: 1 och 2 rufiyah
- Underenhet: (1, 2, 5 och 10 används sällan), 25 och 50 laari
- Sedlar: 5, 10, 20, 50, 100 och 500 (används sällan) MVR